# پی۲ ماکیان
پی۲ ماکیان یک ستاره است که در صورت فلکی ماکیان قرار دارد.